# Kitty-Lynn Joustra
Kitty-Lynn Joustra (Purmerend, 11 de janeiro de 1998) é uma jogadora de polo aquático neerlandesa.

## Carreira
Joustra joga como atacante pelo principal clube grego, Vouliagmeni, desde 2023. Ela começou a jogar pólo aquático no ZV de Zaan. Em 2014 mudou para o ZVL em Leiden.
Em 2015, Joustra estreou na seleção, depois de ter passado pelas diversas categorias de base do Young Orange. Com a seleção sênior holandesa sagrou-se campeã europeia em 2018 e 2024, e campeã mundial em 2023.
Nos Jogos Olímpicos de Verão de 2024, em Paris, conquistou a medalha de bronze no torneio feminino do polo aquático, após vencer confronto contra a equipe dos Estados Unidos por 11–10 na disputa pelo terceiro lugar.